# 雨蘭
雨蘭，日本的漫畫家、成人漫畫家、同人作家、作詞家。東京都出身。

## 簡歷
1999年、於『快樂天星組』（Wanimagazine社）vol.7出道（當時的筆名為）。2002年、於松文館發表初單行本。2005年以雨蘭筆名的商業連載中止、使用另一個筆名展開青年誌上的漫畫生涯、2009年再度以雨蘭的筆名重新開始生涯。『Young Animal嵐』（白泉社）上開始連載。同時擔當本作單行本第8卷限定版附贈的OAD的主題曲作詞、首次以作詞家出道亮相。
和透視定規工具及透視線引導工具的文具製造業者合作開發商品並生產製造。
另一個筆名為於青年誌上從事漫畫生涯。

## 作品
雨蘭名義
- （2002年9月、松文館）
- （2003年4月15日發售、松文館）
- （2004年1月22日發售、松文館）
- （2005年9月20日發售、松文館）
- 無邪氣樂園（Young Animal嵐、白泉社、全12卷）台灣東立出版社代理
  - 無邪氣樂園 平行時空（Young Animal嵐、白泉社、全1卷）台灣東立出版社代理
- （2013年6月25日發售、Core Magazine）
- SKEETER RABBIT!!熱舞女孩（Young Animal、白泉社、全2巻）台灣東立出版社代理
- （作画:乙本ロイ、日本文芸社）
- 我不是蘿莉控！（Young Animal、白泉社、全8巻）台灣東立出版社代理

橋本還名義
- （原作：赤堀悟、Young Animal、全4卷）
- （Young Animal）
- （Young King、全2卷）
- （原作：望月三起也、Young King）
- （週刊YOUNG JUMP）